# Johann Georg Palitzsch
Johann Georg Palitzsch (Dresda, 11 giugno 1723 – Dresda, 21 febbraio 1788) è stato un astronomo tedesco.
Divenne famoso per aver osservato per primo, nella notte di Natale del 1758, il ritorno della cometa di Halley. La natura periodica di questa cometa era stata scoperta da Edmond Halley che ne aveva previsto il ritorno per la fine del 1758 o l'inizio del 1759, trascurando nei suoi calcoli l'effetto dell'attrazione gravitazionale di Saturno e valutando in maniera qualitativa quella di Giove, contrariamente ai calcoli rigorosi svolti successivamente da Alexis Clairault.

## Biografia
Cresciuto dal padre adottivo per ereditare la fattoria di famiglia, si dedicò in segreto allo studio dell'astronomia principalmente dal testo di Christian Pescheck "Vorhof der Sternwissenschaft" (La corte dell'astronomia). Ereditata a ventuno anni la fattoria, fu poi chiamato alla corte dell'Elettore di Sassonia per diventare il tutore del futuro re Federico Augusto I.
Costruì un orto botanico, una biblioteca, un laboratorio e un museo, tuttavia la guerra tra Prussia e Austria, con la caduta in disgrazia dei suoi benefattori, pose fine ai suoi progetti.
Alla sua morte lasciò in eredità una ricca raccolta di 3518 libri, per lo più copie da lui stesso trascritte di altri testi scientifici che non aveva potuto acquistare a causa del loro costo.
Gli sono stati dedicati l'asteroide 11970 Palitzsch e, sulla Luna, la Vallis Palitzsch e il cratere Palitzsch.